# Waleed Adel
Waleed Adel (arabisch وليد عادل, DMG Walīd ʿĀdil; * 1. August 1994) ist ein ägyptischer Fußballspieler.

## Karriere
Waleed Adel erlernte das Fußballspielen in der Jugend des Ismaily SC im ägyptischen Ismailia. Wo er nach der Jugend spielte, ist unbekannt. Bis Juli 2017 stand er in Thailand beim Nara United FC unter Vertrag. Mit dem Verein aus Narathiwat spielte er in der Lower Region der dritten Liga. Mitte Juli 2017 kehrte er in sein Heimatland zurück. Hier schloss er sich in der Hauptstadt Kairo dem Erstligisten al-Nasr SC an. Am Ende der Saison 2017/18 musste er mit dem Klub als Tabellenletzter wieder den Weg in die Zweitklassigkeit antreten. Für den al-Nasr SC bestritt er neun Erstligaspiele. Im August 2021 kehrte er wieder nach Thailand zurück. Hier schloss er sich dem Drittligisten Trang FC an. Mit dem Verein aus Trang spielte er in der Southern Region der Liga. Nach der Hinrunde wechselte er im Dezember 2021 zu dem in der Northern Region spielenden Uttaradit FC. Für den Verein aus Uttaradit bestritt er zehn Drittligaspiele. Die Saison 2022/23 stand er bei dem in der Southern Region spielenden Pattani FC unter Vertrag. Für das Team aus Pattani schoss er in 21 Ligaspielen fünf Tore. Am Ende der Saison wurde sein Vertrag nicht verlängert. Von Juni 2023 bis Januar 2024 war er vertrags- und vereinslos. Der Customs United FC, ein Zweitligist aus der Provinz Samut Prakan, nahm ihn am 12. Januar 2024 unter Vertrag. Am Ende der Saison 2023/24 belegte er mit dem Klub den vorletzten Tabellenplatz und musste somit in die dritte Liga absteigen. Für die Customs bestritt er 14 Ligaspiele. Nach dem Abstieg verließ er den Verein und schloss sich im Juli 2024 dem Zweitligisten Pattaya United FC an. Nach elf Ligaspielen für den Verein aus dem Seebad Pattaya wurde sein Vertrag Ende Dezember 2024 nicht verlängert.